# مؤتمر علماء بغداد
مؤتمر علماء بغداد، عنوان کتابی است که به مباحث اختلاف بین شیعه و سنی پرداخته است و در قرن پنجم هجری قمری نگاشته شده است.
در کتاب بی‌طرفی ذکر نشده است، ولی با توجه به اسناد موجود، نیازی به دانستن این موضوع نیست.

## نویسنده
نویسنده اثر مُقاتِل بن عطیَّة البکری است که در سال ۵۰۵ قمری درگذشت او ادیب و شاعر دربار سلجوقی و داماد خواجه نظام الملک طوسی بود.

## محتوا
کتاب در رابطه با مناظرهٔ مشهوری که در منابعی معروف است در عهد سلطان ملکشاه سلجوقی بین حسین بن علی علوی، عالم بزرگ شیعه و عباسی، عالم بزرگ اهل سنت شکل گرفت. در خلال این مناظره حسین بن علی با آوردن مدارک و شواهد و ادله‌ای که در مناظره مورد قبول واقع شد، سلطان ملکشاه سلجوقی و نظام الملک طوسی را دربارهٔ حقانیت تشیع قانع نمود. او در این مناظره از وقایعی چون داستان غرانیق، بدعت‌های عمر بن خطاب، زنای خالد بن ولید، واقعه بیت بضعة الرسول، واقعه فدک، نماز تراویح، و سنت متعه یاد کرده و باعث شد که سلطان ملکشاه سلجوقی و خواجه نظام الملک طوسی از عقیده به مذهب سنت، دست بردارند.

## نتیجه مناظره مذکور در کتاب
در پی این مناظره، خواجه نظام الملک طوسی و سلطان ملکشاه سلجوقی هر دو شیعه شدند و عباسی را مورد عتاب قرار دادند. مدتی بعد نیز در فاصله کوتاهی نظام الملک  توسط شیعیان پیرو حین سباح و  ملک شاه سلجوقی توسط توطئهٔ اهل سنت و برای بدنام کردن اسماعیلیان و شیعیان و نیز از بین بردن اثر مناظره به قتل رسیدند.

## قضاوت دربارهٔ صحت مناظره
با وجود اینکه در صحت وقوع این مناظره از نظر تاریخی اختلاف نظر وجود دارد، اما شواهد غیرقابل انکار تاریخی نشان می‌دهد پس از تاریخی که مؤلف مدعیست که این مناظره در حضور ملکشاه سلجوقی برگزار شده است؛ (همچنین براساس متون مسلّمی چون اشعار سنائی غزنوی، ملکشاه دارای تمایلات شناخت شیعه بوده است و از جمله سنائی وی را به تبعیت از امام علی و عدم پیروی از خلفای قبل از او فرا می‌خواند). در نتیجه برگزاری مناظره و قانع شدن ملکشاه به حقانیت شیعه، وضعیت شیعیان در حکومت سلجوقی دستخوش تغییرات بسیار زیادی شده است.

### برخی از پیامدهای این مناظره

#### بهبود جایگاه شیعیان در دستگاه حکومتی سلاطین سلجوقی
شواهد تاریخی متعددی نشانگر این حقیقت است که بعد از این واقعه، جایگاه شیعیان در حکومت سلجوقی بسیار بهبود یافت؛ تا جایی که برخی از شیعیان توانستند به مناصب بلندی در حکومت سلجوقیان دست یابند. به عنوان نمونه:
مجدالملک ابوالفضل قمی به سمت مستوفی الممالک در دربار برکیارق سلجوقی دست یافت و بسیار مورد احترام شاه بود.
سعد الملک آوجی از دیگر شیعیان بود که در دوران محمدبن ملکشاه به وزارت رسید.
برخی شیعیان در دستگاه سلطنت سلطان سنجر نیز عهده‌دار منصب وزارت بودند؛ مثلاً شرف الدین ابوطاهر قمی در در زمان ملکشاه حاکم مرو بود و در زمان سلطان سنجر به وزرات او رسید.
در زمان سلطان مسعود سلجوقی نیز انوشیروان بن خالد بن محمد کاشانی که شیعه بود به وزرات رسید. او همچنین مدتی وزیر خلیفه مسترشد عباسی بود.
طغرل سوم از آخرین سلاطین سلجوقی نیز از معن الدین کاشی شیعه مذهب در منصب وزارت استفاده کرد.
این افزایش نفوذ شیعیان در حکومت سلجوقی پس از این واقعه و در میان دیگر سلاطین سلجوقی چنان آشکار بود که نویسندگان سنی مذهب در نوشته‌های خود به این نفوذ شیعیان اعتراض کرده و این دوره را با دوره نخست سلاجقه یا عصر غزنویان که شیعیان در محدودیت بودند مقایسه کرده‌اند. به عنوان نمونه:
مؤلف فضائح الروافض نوشته است: «هیچ سرایی نیست از ترکان که در او ده، پانزده رافضی نیستند و در دیوان همه دبیران ایشان‌اند.»

#### آزادی عمل نسبی علمای شیعه برای تدریس تشیع در مدارس به صورت رسمی
از دیگر پیامدهای بسیار مهم این واقعه، ارئه مجوز تدریس تشیع به‌صورت رسمی از سوی سلاطین به علمای شیعه است که در پی آن رونق و توسعه فراوان مجلس درس علمای شیعه را به دنبال داشته است.
عبدالجلیل قزوینی رازی با اشاره به مدارس مربوط به شیعیان و سادات در این خصوص نوشته است: «اگر به تعدید مدارس سادات مشغول شویم، در بلاد خراسان و حدود مازندران و شهرهای شام از حلب تا حران و از بلاد عراق چون قم و کاشان و آبه که مدارس چند است و کی بوده است و اوقاف چند، طومارات کتب خواهد.» وی پس از آن، تعدادی از مدارس را که از قبل وجود داشته یا در عهد همین سلاطین بنا نهاده شده، ذکر کرده که بسیار تعجب‌آور است.

#### شیوع سنت مناظره‌کردن عالمان شیعی در دربار سلجوقیان
از دیگر پیامدهای این واقعه معمول شدن سنت مناظره در دستگاه سلجوقی بود و حتی شخص پادشاه در جلسات مناظره حضور پیدا می‌کرد. به‌عنوان نمونه مؤلف کتاب «النقض» گزارشی از آشوب اسماعیلیان و فعالیت‌های آنها در زمان سلطان محمد، پسر سلطان ملک‌شاه آورده است که بر اساس آن خواجه ابواسماعیل حمدانی به اصفهان رفت و با اسماعیلیان مناظره و محکومشان کرد. پس از بازگشت از اصفهان، سلطان محمد به پاداش این اقدام، او را به «ناصرالدین» ملقب کرد. همچنین، کتاب مناظرات جرت بینه و بین الملاحدة، اثر خواجه ابواسماعیل حمدانی، برگزاری جلسات مناظرهٔ شیعیان امامیه با اسماعیلیان را در این دوره تأیید می‌کند.
علمای شیعه در دوران ملکشاه سلجوقی علاوه‌بر علمای اهل سنت مناظرات مهمی با اسماعیلیان در راستای اثبات بطلان عقاید ایشان نیز داشته‌اند. به عنوان نمونه تا کنون بیش از ۷۰ هزار نسخه از این کتاب در ایران به فروش رسیده است و چندین ترجمهٔ فارسی دارد.

## ترجمه و شرح کتاب
این کتاب به چند زبان ترجمه شده است از جمله به زبان فرانسه با عنوان: «La Conferense des savants de Bagdad» به عربی نیز تحت عنوان «أبهی المداد فی شرح مؤتمر علماء بغداد» شرح شده است.